# Cecilia Grierson
Cecilia Grierson (Buenos Aires, 22 de noviembre de 1859-Buenos Aires, 10 de abril de 1934) fue una profesora, filántropa y la primera doctora en medicina de nacionalidad argentina.
Fue hija de una familia de inmigrantes escoceses, la mayor de seis hermanos. Pasó su infancia en los campos de su familia en Uruguay. De adolescente tuvo que ejercer de maestra primaria para ayudar a su familia; posteriormente logró el título habilitante de esa profesión. Luego, la enfermedad y deceso de una amiga le despertaron la vocación de ser médica. Consiguió recibirse y ejercer la profesión a pesar de ser mujer, un impedimento casi insalvable en ese entonces. Se desempeñó como obstetra y kinesióloga, especialidades en las que tuvo una extensa trayectoria y llegó a publicar libros específicos sobre el tema. No logró, en cambio, trabajar como cirujana, a pesar de ser la primera mujer que obtuvo el título habilitante.
Nunca abandonó su tarea docente. Creó escuelas y otros tipos de establecimientos educativos con actividades distintas de la medicina y fue pionera en el tratamiento de niños con discapacidades y otros problemas. Cuando se retiró de la actividad docente fue agasajada públicamente.
Además, luchó intensamente por el reconocimiento de los derechos de la mujer. Participó en congresos internacionales y elaboró un estudio sobre el Código Civil de su país natal vigente en el momento, gracias al cual se aprobó un importante cambio en la ley, que incluyó importantes derechos para la mujer casada.
Escribió numerosos libros y otras publicaciones sobre medicina, educación y temáticas diversas.
Fue homenajeada y premiada tanto en vida como en forma póstuma, dando lugar a que muchas calles y escuelas argentinas lleven su nombre, una estampilla emitida por el gobierno argentino, como así también un retrato suyo que es parte del salón dedicado a las mujeres en la Casa Rosada de la República Argentina. Vivió los últimos años de su vida en la localidad de Los Cocos en Córdoba, donde siguió haciendo beneficencia. Fundó la primera escuela del pueblo. Aún hoy se conserva su casa, «El Espinillo».
Su auto y carruaje se encuentran en el Museo de Motos y Bicicletas en Cruz Grande, La Cumbre. 
En su homenaje, lleva su nombre la primera vacuna desarrollada en Argentina, ArVac Cecilia Grierson.
Desde el año 2001 su fondo documental  se encuentra disponible para la consulta en la biblioteca Max von Buch de la Universidad de San Andrés.

## Biografía

### Infancia y vida familiar
Cecilia era hija de la irlandesa Jane Duffy y de John Parish Robertson Grierson, hijo del inmigrante escocés William Grierson (abuelo paterno de Cecilia), que se estableció en Argentina en 1825, para asentarse en la colonia Santa Catalina, Monte Grande, la primera y única colonia escocesa en Argentina.
Fue bautizada en la Basílica de Nuestra Señora de La Merced (conocida como iglesia de la Merced), uno de los templos católicos más antiguos de la ciudad de Buenos Aires, el 26 de diciembre de 1859 (Libro de Bautismos 1857-1860, página 208).
La familia paterna fue una de las primeras que llegaron de Escocia al país. Fue la mayor de seis hermanos, una mujer llamada Catalina y cuatro varones: David, Juan, Tomás y Diego.
Pasó su infancia en los campos de sus padres, en el distrito de Gená, del departamento Uruguay (Entre Ríos), y en la República Oriental del Uruguay. A los seis años fue enviada a estudiar a Buenos Aires,  donde cursó la primaria en colegios ingleses, y una vez finalizados sus estudios debió regresar a causa de la muerte de su padre. En ese momento, a pesar de su corta edad, comenzó a ayudar a su madre con el cuidado de sus hermanos. Y además se desempeñaba como institutriz en una casa de una familiar de buena posición económica, lo que le permitió ayudar a la economía familiar. A los 10 años de edad, según consta en acta, habitaba en el solar de la calle Bolívar 147 (censo argentino de 1869, Solar de la calle Bolívar 147 distrito federal sección 2.ª). Y con solamente 14 años instaló con su madre una escuela en una dependencia de la estancia de su fallecido padre, donde ejerció la docencia sin poseer título habilitante, algo que en esa época era práctica habitual ante la escasez de profesionales en el ámbito rural. Como era menor de edad, el sueldo lo cobraba su madre.
Un año más tarde empezó sus estudios formales como maestra de grado en la Escuela Normal de Señoritas de Buenos Aires, fundada por Emma de Caprile, donde terminó sus estudios en 1878. Ya de pequeña mostró interés en ser docente, como lo reflejó en una carta:

“...creo que
nací para ser maestra. Recuerdo algunas escenas desde los dos años de edad, donde siempre en mis juegos era una maestra...”.

Una vez obtenido el título, Domingo F. Sarmiento, por entonces director de Escuelas, la nombró maestra en la Escuela Mixta de San Cristóbal, y con su sueldo trasladó a su familia a Capital Federal.
Cecilia tenía ojos azules vivaces, cara redonda y cabellos castaños ensortijados.
Nunca se casó ni tuvo descendientes.

## Trayectoria profesional

### Ámbito de doctora

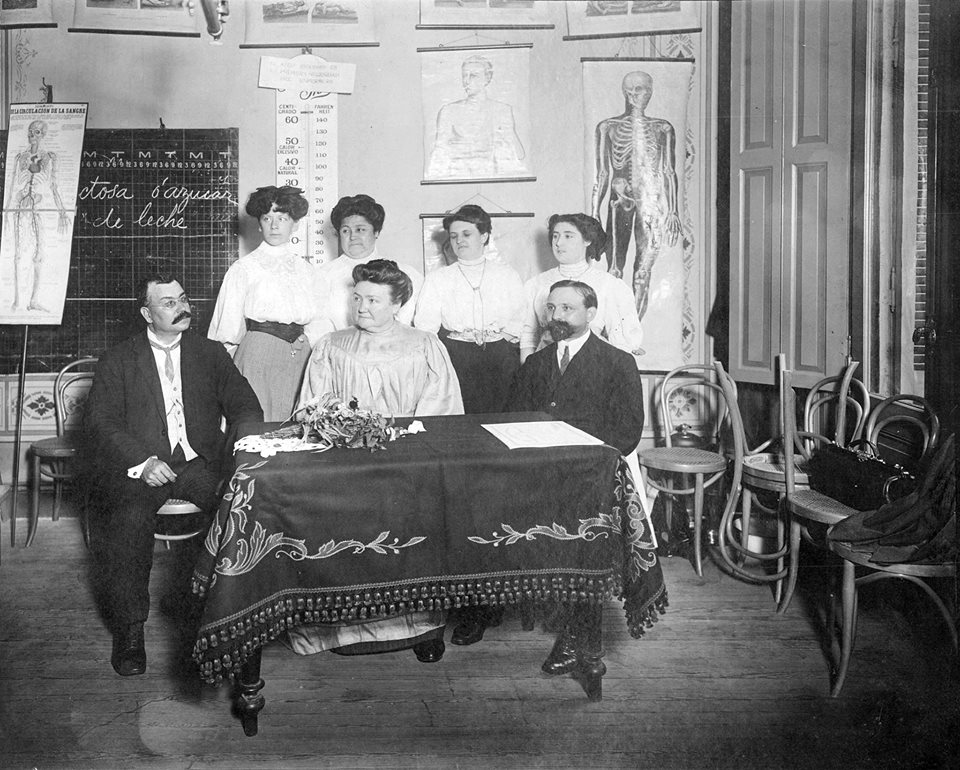
Cecilia Grierson junto a otros docentes durante un examen en la Facultad de Medicina de la Universidad de Buenos Aires en 1909

La enfermedad y posterior fallecimiento de una amiga íntima, Amelia Kenig, que padeció una enfermedad respiratoria crónica que le hizo sufrir una prolongada convalecencia, despertó en Cecilia Grierson la vocación de dedicarse a la medicina, tarea a la que le dedicó todo su esfuerzo, algo que no le sería fácil, ya que la carrera de medicina en Buenos Aires era por aquel entonces reservada a los hombres, y hasta el momento ninguna mujer había logrado recibirse con el título de Médico. Pero Cecilia no se rindió, ya que ningún reglamento interno de la Universidad vetaba el ingreso de mujeres a dicha especialidad y ya había un antecedente, Élida Passo, que logró estudiar Farmacia y graduarse y posteriormente cursar hasta quinto año de medicina, si bien la tuberculosis frenó su carrera y terminó con su vida también.
En 1883 ingresó en la Facultad de Ciencias Médicas, donde se graduó seis años más tarde, en 1889, pese a haber sufrido las descalificaciones de sus profesores y compañeros de estudio. Durante estos seis años llegó a ser ayudante del Laboratorio de Histología, cargo que logró mediante una carta que envió a un profesor cuando se enteró de la renuncia del ayudante que se desempeñaba hasta entonces.
Un grupo de estudiantes disconformes, entre los que se encontraban José María Ramos Mejía y Juan B. Justo, por considerar a la carrera de medicina muy teórica y carente de prácticas, creó el Círculo Médico, en donde funcionó una escuela práctica de medicina con consultorios de especialidades varias y un centro dedicado a la difusión y a la investigación. En este establecimiento Grierson creó la primera Escuela de Enfermeras de América Latina con un plan de estudios formal y donde se estableció el uso de uniforme para las enfermeras, que posteriormente fue adoptado por la mayoría de los países latinoamericanos. Se desempeñó como directora hasta 1913.
Realizó sus prácticas médicas como practicante interna del Hospital Escuela Buenos Aires, siendo dirigida por Juan B. Justo, y en 1888 fue nombrada practicante menor del Hospital de Mujeres, hoy Rivadavia. Su tesis de graduación se tituló Histero-ovarotomías ejecutadas en el Hospital de Mujeres, desde 1883 a 1889, y la presentó el 2 de julio de 1889, a los 6 años de haber iniciado sus estudios, el plazo normal de esa carrera.
Apenas se recibió se incorporó al Hospital San Roque, donde se dedicó a ser ginecóloga y obstetra pero no cirujana, pues no se lo permitieron por su condición de mujer, a pesar de tener el título habilitante para ejercerla; fue la primera mujer que lo obtuvo. En 1891 fue miembro fundador de la Asociación Médica Argentina, de la que fue elegida presidente de la sesión el 27 de julio de 1907. En 1892 fundó la Sociedad Argentina de Primeros Auxilios, que más adelante se fusionaría con la Cruz Roja Argentina. Además fue la precursora de la idea de abrir salas de pprimeros auxilios en los diferentes pueblos para ayudar con la asistencia primaria de los enfermos.
Tuvo la iniciativa de crear un consultorio-escuela para tratar a niños con problemas de comportamiento, dificultades en el habla y en el aprendizaje, y colaboró con el equipo liderado por Samuel Molina en la primera cesárea que se realizó en Argentina en 1892 en el entonces Hospital de Mujeres, hoy Hospital Rivadavia.

#### Trayectoria en obstetricia y kinesiología
En 1894, con apenas 35 años, Grierson se postuló para ser profesora sustituta de la Cátedra de Obstetricia para parteras. Sin embargo, no pudo acceder al cargo, porque el concurso fue declarado desierto. A pesar de haberse postulado, su condición de mujer hizo que se le negara la posibilidad de ejercer un cargo de docente en la universidad.
En 1897 publicó Masaje práctico, uno de los primeros libros sobre técnicas kinesiológicas, y en 1901 fue fundadora de la Asociación Obstétrica Nacional y de la Revista Obstétrica, que concibió como una herramienta para ofrecer a las parteras argentinas un enfoque científico y médico para la profesión,y  que por entonces era ejercida por las "matronas". En los años siguientes no abandonó la docencia, en 1904 y 1905 dictó los primeros cursos de “Gimnasia Médica y Quinesioterapia” en la Facultad de Medicina, lo cual fue el primer antecedente de la kinesiología en Argentina. Además fue docente adscripta en la Cátedra de Física Médica y Obstetricia.

### Otros desempeños en educación
Cecilia Grierson tuvo una intensa actividad docente durante su vida en todos los niveles educativos; fundó la Escuela de Economía doméstica y la Sociedad de Economía Doméstica en 1902, establecimiento precursor de la Escuela Técnica del Hogar, primera en el país en esa especialidad, promovió el estudio de la puericultura y fue pionera en la enseñanza de ciegos, sordomudos y discapacitados.Entre 1904 y 1905  dio cursos de nivel universitario en la Facultad de Medicina, con  la temática “Gimnasia Médica y Quinesioterapia”.
En 1913 empieza a retirarse de la actividad en la Escuela de Enfermeros y Masajistas y tres años después se retira definitivamente de la actividad docente. Sin embargo, en 1927 el gobierno la destinó nuevamente a Europa para interiorizarse en las técnicas educativas de los países desarrollados, y participó en Londres en el “Primer Congreso Eugenésico Internacional”.

### Últimos años

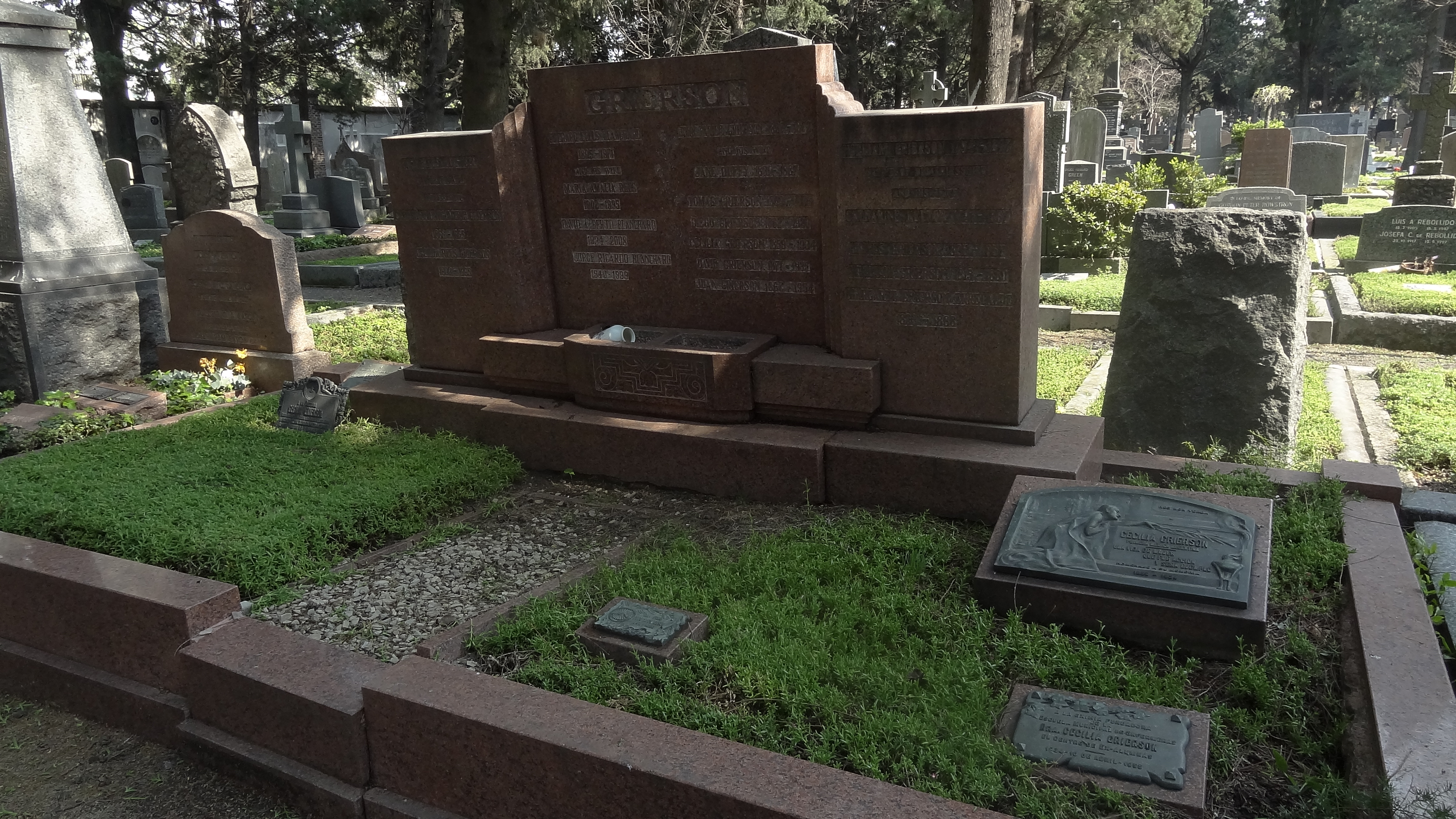
Sepulcro de Cecilia Grierson

En 1914 Cecilia fue homenajeada al cumplirse los 25 años de su graduación. Dos años más tarde, en 1916, cuando se retiró de la docencia, fue nuevamente agasajada. Sin embargo, más allá de estos reconocimientos, al jubilarse obtuvo una modesta pensión ya que se le reconocieron 22 de los 25 años durante los cuales ejerció la medicina y de los 45 que trabajó como docente.
En 1924 ingresó en la asociación Aves Argentinas, en ese momento Sociedad Ornitológica del Plata, para trabajar en la conservación de las aves y la naturaleza, movida quizá por el recuerdo de las aves y la naturaleza del Entre Ríos rural, donde transcurrió parte de su infancia. Permaneció como miembro activo hasta el momento de su muerte.
Posteriormente -ya enferma- se estableció en Los Cocos, en la provincia de Córdoba.
Falleció el 10 de abril de 1934 y fue inhumada en el Cementerio Británico de Buenos Aires.

## Obras literarias
Durante su vida, Cecilia Grierson publicó numerosos libros entre los que se encuentran:
Histero-ovariotomías efectuada en el Hospital de Mujeres desde 1883 a 1886; se trata de su tesis de graduación de la carrera de Medicina. En esta obra destaca la autora que «casi todas las mujeres operadas de histero-ovariotomías sufren una modificación pasajera y notable del carácter, una marcada irascibilidad; aun aquellas que antes de operarse lo tenían suave y apacible, luego de la cirugía se enojan con todo el mundo, reniegan contra el médico, los practicantes, etc., hasta con las personas de la familia, a la que no quieren ver...», frase que aparece en las páginas 37 y 38 del capítulo 5. Más adelante, en las páginas 53 y 57, habla de una mujer chaqueña llamada María N., una aborigen que relata que su enfermedad comenzó tres años atrás y que al segundo día de la operación y teniendo 40° de fiebre solicitaba autorización para levantarse.
Colonia de Monte Grande. Primera y única colonia formada por escoceses en Argentina, de 1925 impresa en los Talleres SA Casa Jacobo Peuser Ltda, publicación escrita para evocar la vida de los colonos en ese territorio. Grierson deseaba publicar ese libro en 1910, según escribió en la introducción, pero se encontró con una gran oposición. La redacción de este libro la realizó consultando periódicos de la época como el British Packet, The Standard, las Guías Blondell y los libros que los hermanos Parish Robertson publicaron, Buenos Aires desde setenta años atrás, escrito por Wilde, además de datos provistos por el consulado británico.
Masaje Práctico de 1897 es considerado el libro precursor de la técnica kinesiólogica, actividad que estaba inhibida para las profesionales femeninas de la salud. Según su autora fue publicado a beneficio de la asociación de enfermeras y masajistas que acababa de formar. Esta obra específica es la continuación de la obra de Ernesto Arberg, autor del primer libro sobre la especialidad en Sudamérica.
Cuando regresó de su viaje a Europa en 1899 publicó Educación para la mujer, en 1909 publicó Primeros auxilios en el caso de accidente e indisposiciones repentinas, obra editada por la casa editora y librería "Las Ciencias" e impresa en la imprenta de Adolfo Grau, y un año después publicó La educación del ciego y cuidado del enfermo. Continuo con su producción literaria sobre medicina en 1912 editando Guía de la enfermera y Cuidado de enfermos.
También forma parte desu extensa producción literaria el estudio exhaustivo sobre el Código Civil argentino vigente en aquellos tiempos, que demuestra que la mujer casada en ese país sudamericano tenía los mismos derechos que un niño, y que contribuyó a la reforma legal de 1926, que otorgaba nuevos derechos a las mujeres que contrajeran matrimonio a partir de entonces.

## Homenajes
Cecilia Grierson recibió incontables agradecimientos y homenajes por una vida de resultados en favor de la educación y la medicina argentina:
Varias ciudades argentinas la homenajearon con su nombre a alguna de sus calles. En la ciudad capital argentina la Ordenanza 49668 de 1995 le puso el nombre de mujeres a las calles del nuevo barrio Puerto Madero, la calle "Cecilia Grierson" conforma el límite Este del barrio. Y también llevan su nombre varias escuelas a lo largo del país como la Escuela Nacional de Enfermería, la Secundaria N°13, en el Partido de Moreno, Buenos Aires y la escuela 502 de la ciudad de Tandil entre otros establecimientos educativos.
Un retrato suyo se encuentra en el Salón Mujeres Argentinas de la Casa Rosada, junto a otras figuras femeninas de la historia argentina, como Victoria Ocampo, Juana Azurduy, Alicia Moreau de Justo, Eva Perón, entre otras. Además un sello postal del Estado Argentino la conmemora.
El Hospital Zonal General de Agudos de la ciudad bonaerense de Guernica (Pte. Perón), lleva su nombre como homenaje.

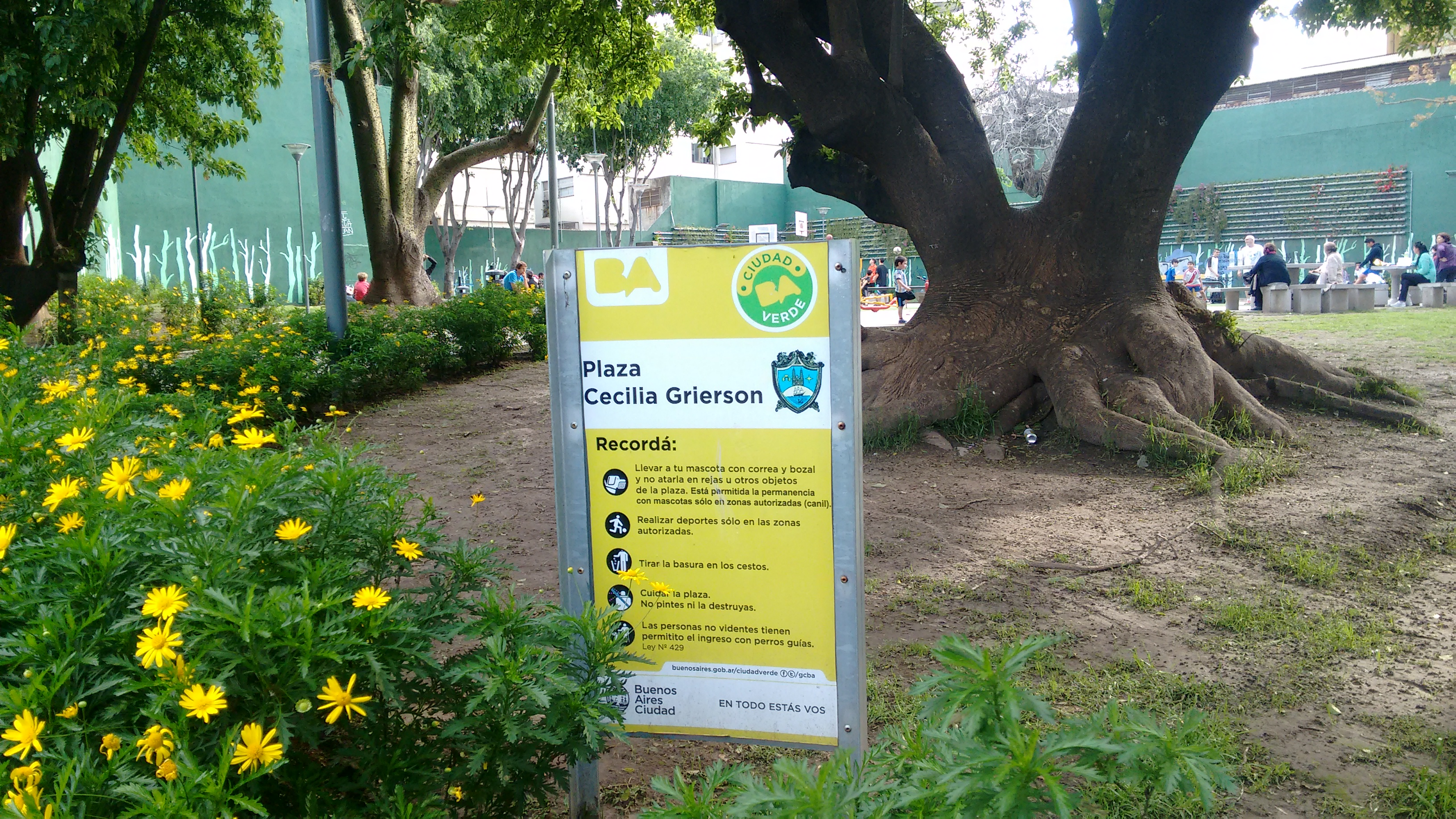
Plaza Cecilia Grierson.

En 1980 se creó la plaza Cecilia Grierson bajo la Ordenanza N.º 35.659-1980, BM N.º 16.252 en el barrio de San Telmo de la ciudad de Buenos Aires sobre la avenida San Juan al 600. En 1991 fue ocupada de manera ilegal por ciudadanos en situación de calle que la utilizaron como refugio hasta que en 2015 fue reinaugurada tras 23 de ocupación.
En 2018, el Consejo Directivo de la Facultad de Ciencias Médicas de la Universidad Nacional de La Plata, a instancias del claustro estudiantil, impuso el nombre de "Cecilia Grierson" al Espacio Académico del Hospital Escuela "General San Martín" de La Plata.
El 22 de noviembre de 2016 el sitio web de búsquedas Google la homenajeó en el 157.º aniversario de su nacimiento con un doodle, cambiando su logo por una ilustración en la que se encuentra ella.
En 2016, el Centro Argentino de Información Científica y Tecnológica-Conicet creó el Directorio de científicos argentinos Dra. Grierson, una base de datos orientada a la identificación de autoridades científicas de Argentina desde su fundación como país hasta la actualidad.
Desde el año 2022 el aula magna del Hospital "San Roque" de Gonnet de La Plata lleva su nombre.
La primera vacuna argentina contra el COVID 19 lleva su nombre. El 18 de octubre de 2023, el Conicet publicó la presentación de la primera vacuna diseñada y desarrollada íntegramente en Argentina: “ARVAC Cecilia Grierson” como refuerzo contra el COVID-19. Fue realizada por especialistas del Conicet, la Universidad Nacional de San Martín y el Laboratorio Cassará y servirá para abastecer al territorio nacional, exportar a otros países y de plataforma tecnológica para el desarrollo de otras vacunas.
En mayo de 2023, el Banco Central de la República Argentina puso en circulación un billete conmemorativo de 2000 pesos argentinos con la imagen de Cecilia Grierson, Ramón Carrillo y el Instituto Malbran.
El 25 de enero de 2024, se inaugura la estación Cecilia Grierson del Ferrocarril Belgrano Norte, entre las estaciones Villa Rosa y Del Viso.

### Usada en el texto
- Binda, María del Carmen; Silveira, Romina; Krämer, Cristian (2010). «Cecilia Grierson, la primera médica argentina». RAR: 361-365. Consultado el 3 de agosto de 2015.
- Buzzi, Alfredo E.; Binda, Ma del Carmen (2010). «Calle Cecilia Grierson». DMMD: 30-32. Archivado desde el original el 8 de diciembre de 2015. Consultado el 3 de agosto de 2015.
- Fiedzuck, A. S. (2015). Cecilia Grierson y la Colonia Escocesa de “Monte Grande” en Santa Catalina. Consultado el 4 de agosto de 2015.
- Marin, Guillermo. Biografía Mujer Profana, Vida y Pasión de la Dra. Cecilia Grierson. Ediciones UAI, 2012, 296 páginas en: https://web.archive.org/web/20170913091638/http://biblioteca.vaneduc.edu.ar/ficha.asp?cobr=50142